# 九龙镇 (旺苍县)
九龙乡，是中华人民共和国四川省广元市旺苍县下辖的一个乡镇级行政单位。

## 行政区划
九龙乡下辖以下地区：
文星村、庙子村、首石村、印斗村、金台村、苍山村、柏林村、先锋村、大竹村、鸽子村和玉台村。